# Rövşən Səfərov
Rövşən Səfərov (3 de mayo de 1988) es un deportista azerbaiyano que compitió en yudo adaptado. Ganó una medalla de bronce en los Juegos Paralímpicos de Río de Janeiro 2016 en la categoría de –81 kg.

## Palmarés internacional
| Juegos Paralímpicos | Juegos Paralímpicos     | Juegos Paralímpicos | Juegos Paralímpicos |
| Año                 | Lugar                   | Medalla             | Categoría           |
| ------------------- | ----------------------- | ------------------- | ------------------- |
| 2016                | Río de Janeiro (Brasil) | Medalla de bronce   | –81 kg              |